# Яблонец (Псковский район)
Яблонец — деревня в Ядровской волости Псковского района Псковской области.
Расположена на правом берегу реки Кебь (в 2 км к северу от её устья), в 4 км к западу от юго-восточной границы Пскова и в 7 км к востоку от деревни Черёха.
Численность населения деревни по состоянию на 2000 год составляла 1 житель.